# Чернега Юрій Михайлович
Юрій Михайлович Чернега (нар. 18 січня 1896, Михайліка — пом. ?) — український майстер художьої кераміки.
Народився 18 січня 1896 року в селі Михайлівці (тепер Миколаївська область, Україна). 1918 року закінчив Миргородську художньо-промислову школу. Понад 30 років працював як інженер-керамік, з 1957 року працював у галузі художньої кераміки, виготовляв теракотові вазочки та круглі пластини — камеї, застосовуючи рельєфний ліпний орнамент і ангобний розпис.
Роботи майстра зберігаються у Київському музеї українського народного декоративного мистецтва та Дніпровському художньому музеї.